# Tamara Press
Tamara Natanovna Press (Járkov, República Socialista Soviética de Ucrania, Unión Soviética, 10 de mayo de 1937-Moscú, Rusia, 26 de abril de 2021), conocida como Tamara Press, fue una atleta rusa que destacó en las pruebas de lanzamiento de peso y de martillo a principios de la década de 1960. Ganó tres medallas de oro y una de plata en los Juegos Olímpicos de Verano de 1960 y 1964 y tres títulos en los Europeos de atletismo en 1958 y 1952. Entre 1959 y 1965 estableció 11 récord mundiales: cinco en lanzamiento de peso y seis en lanzamiento de disco. A nivel nacional, obtuvo 16 títulos, nueve en el lanzamiento (1958-66) y siete en el disco (1960-66).
Su hermana menor Irina Press fue también una destacada atleta en pentatlón, principalmente en los eventos primaverales.

## Biografía

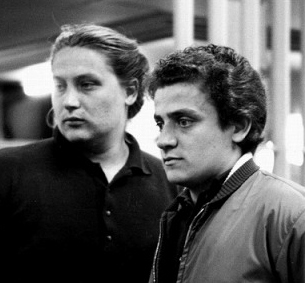
Tamara Press (a la izquierda) y su hermana Irina.

Press nació en el seno de una familia judía de Járkov, Ucrania, entonces parte de la URSS. Su padre falleció en 1942 luchando en la Segunda Guerra Mundial, mientras que su madre se llevaba a sus hijas a Samarkanda, donde comenzaron a entrenar en atletismo.
Después de la guerra, las hermanas Press estudiaron en la Universidad de Leningrado y empezaron a destacar en sus respectivas pruebas: Tamara en lanzamiento de peso y disco e Irina en pentatlón. Allí Tamara completaría su licenciatura como ingeniero civil.

## Carrera
En 1955 se trasladó a San Petersburgo para entrenar bajo el reconocido entrenador Viktor Alekseyev. Al año siguiente fue preseleccionada para el equipo olímpico, pero se los perdió debido al gran trabajo que tuvo que realizar en los eventos de lanzamiento en los campeonatos nacionales.
Aunque empezó con las pruebas de pista, se especializó en lanzamiento de peso y lanzamiento de disco. A los 23 años participó en los Juegos Olímpicos realizados en Roma, donde ganó la medalla de oro en peso estableciendo un nuevo récord olímpico (17.32 metros), y la medalla de plata en la prueba de lanzamiento de disco. En los Juegos Olímpicos de Tokio consiguió la medalla de oro en ambas disciplinas con sendos récord olímpicos (18,14 m en peso y 57,27 m en disco).
Además de las medallas olímpicas, en el ámbito internacional ganó cuatro medallas en los Campeonato Europeo de Atletismo (Estocolmo (1958), Belgrado (1962) y Belgrado (1962) (tres de ellas de oro) y dos títulos en las Universiadas de Sofía (1961) y Porto Alegre (1963).

## Retirada y controversias
Ambas hermanas fueron acusadas de ser secretamente masculinas o intersexuales. Se retiraron en 1966, justo antes de que la verificación del sexo fuera obligatoria en el lugar. En los registros de evacuación soviéticos de 1942 (a la edad de 5 años), Tamara Press aparece documentada como una niña.
Tras su retirada de las competencias, Press trabajó como entrenadora de atletismo y oficial en Moscú. También escribió varios libros de temas deportivos, sociales y económicos. En 1974 obtuvo un doctorado en Pedagogía. Fue condecorada con la Orden de Lenin en 1960, la Orden de la Insignia de Honor en 1964 y la Orden de la Amistad en 1997.
|                |
| Orden de Lenin |

|                               |
| Orden de la Insignia de Honor |

|                        |
| Insignia de la Amistad |

## Palmarés
Palmarés internacional
| Año  | Campeonato           | Sede         | Evento               | Resultado | Marca   | Nota                  |
| ---- | -------------------- | ------------ | -------------------- | --------- | ------- | --------------------- |
| 1958 | Europeos 1958        | Estocolmo    | Lanzamiento de peso  | Bronce    | 15,53 m |                       |
| 1958 | Europeos 1958        | Estocolmo    | Lanzamiento de disco | Oro       | 53,32 m |                       |
| 1960 | JJ.OO. Roma 1960     | Roma         | Lanzamiento de peso  | Oro       | 17,32 m | Récord Olímpico       |
| 1960 | JJ.OO. Roma 1960     | Roma         | Lanzamiento de disco | Plata     | 52,59 m |                       |
| 1961 | Universiada 1961     | Sofía        | Lanzamiento de peso  | Oro       | 17,12 m | Récord del campeonato |
| 1961 | Universiada 1961     | Sofía        | Lanzamiento de disco | Oro       | 58,06 m | Récord del campeonato |
| 1962 | Europeos 1962        | Belgrado     | Lanzamiento de peso  | Oro       | 18,55 m | Récord del campeonato |
| 1962 | Europeos 1962        | Belgrado     | Lanzamiento de disco | Oro       | 56,91 m | Récord del campeonato |
| 1963 | Universiada 1963     | Porto Alegre | Lanzamiento de peso  | Oro       | 17,29 m | Récord del campeonato |
| 1963 | Universiada 1963     | Porto Alegre | Lanzamiento de disco | Oro       | 55,90 m |                       |
| 1964 | JJ.OO. Tokio 1964    | Tokio        | Lanzamiento de peso  | Oro       | 18,14 m | Récord Olímpico       |
| 1964 | JJ.OO. Tokio 1964    | Tokio        | Lanzamiento de disco | Oro       | 57,27 m | Récord Olímpico       |
| 1965 | Universiada 1965     | Budapest     | Lanzamiento de peso  | Oro       | 18,31 m | Récord del campeonato |
| 1965 | Universiada 1965     | Budapest     | Lanzamiento de disco | Bronce    | 53,62 m |                       |
| 1966 | Europeos Indoor 1966 | Dortmund     | Lanzamiento de peso  | Plata     | 17,00 m |                       |

Campeonatos nacionales
Tamara Press conquistó un total de 16 títulos nacionales en la Unión Soviética:
- 7 en lanzamiento de peso (1960/1966).[14]
- 7 en lanzamiento de disco (1960/1966).[14]
- 2 en lanzamiento de peso indoor (1964/1965).[15]

Récord mundiales
- Lanzamiento de peso[16]

- 17,25 m - Nálchik (URSS), 26 de abril de 1959
- 17,42 m - Moscú, 16 de julio de 1960
- 17,78 m - Moscú, 13 de agosto de 1960
- 18,55 m - Leipzig, 10 de junio de 1962
- 18,55 m - Belgrado, 12 de septiembre de 1962
- 18,59 m - Kassel (Alemania), 19 de septiembre de 1965

- Lanzamiento de disco[17]

- 57,15 m - Roma, 12 de septiembre de 1960
- 57,43 m - Moscú, 15 de julio de 1961
- 58,06 m - Sofía, 1 de septiembre de 1961
- 58,98 m - Londres, 20 de septiembre de 1961
- 59,29 m - Moscú, 18 de mayo de 1963
- 59,70 m - Moscú, 11 de agosto de 1965